# Metropolia Lomé
Metropolia Lomé – jedyna metropolia kościoła rzymskokatolickiego w Togo. Została erygowana 14 września 1955

## Diecezje
- Archidiecezja Lomé
  - Diecezja Aného
  - Diecezja Atakpamé
  - Diecezja Dapaong
  - Diecezja Kara
  - Diecezja Kpalimé
  - Diecezja Sokodé

## Metropolici
- Joseph-Paul Strebler (1955-1961)
- Robert-Casimir Tonyui Messan Dosseh-Anyron (1962-1982)
- Philippe Fanoko Kossi Kpodzro (1992-2007)
- Denis Komivi Amuzu-Dzakpah (2007-2019)
- Nicodème Anani Barrigah-Benissan (2019-2024)